# Identified
Identified là tên album phòng thu thứ hai của Vanessa Hudgens, phát hành dưới hãng đĩa Hollywood Records ngày 1 tháng 7 năm 2008 ở Hoa Kỳ, 24 tháng 6 năm 2008 ở Nhật Bản, 13 tháng 2 năm 2009 ở hầu hết các nước châu Âu và 16 tháng 2 năm 2009 ở Anh. Album nhận được những đánh giá trái ngược nhau từ các nhà phê bình. Cho tới nay chỉ mới có đĩa đơn "Sneakernight" được phát hành.

## Danh sách bài hát
| #  | Tên bài                               | Nhà sản xuất và nhạc sĩ                                                 | Thời lượng |
| -- | ------------------------------------- | ----------------------------------------------------------------------- | ---------- |
| 1  | "Last Night"                          | S. Nymoen, S. Jacoby                                                    | 3:10       |
| 2  | "Identified"                          | L. Gottwald, C. Dennis, M. Martin                                       | 3:21       |
| 3  | "First Bad Habit"                     | L. Gottwald, C. Dennis                                                  | 3:02       |
| 4  | "Hook It Up" (hợp tác với Rock Mafia) | A. Armato, T. James, D. Karaoglu                                        | 2:52       |
| 5  | "Don't Ask Why"                       | L. Gottwald, C. Dennis, B. Dozier                                       | 3:10       |
| 6  | "Sneakernight"                        | S. Nymoen, J. Rotem                                                     | 2:59       |
| 7  | "Amazed" (hợp tác với Lil Mama)       | L. Gottwald, C. Dennis, B. Levin, N. Kirkland                           | 2:59       |
| 8  | "Don't Leave"                         | A. Armato, T. James, J. McCartney                                       | 3:08       |
| 9  | "Paper Cut"                           | Johnny Vieira                                                           | 2:48       |
| 10 | "Party on the Moon"                   | C. Rojas, N. Atweh, A. Messinger                                        | 3:50       |
| 11 | "Did It Ever Cross Your Mind"         | Johnny Vieira                                                           | 3:10       |
| 12 | "Gone with the Wind"                  | M. Youseff, K. DioGuardi, W. Afanasieff, E. Kiriakou, Z. Bey, B. Howard | 3:28       |

### Track bổ sung
Sửa đổi iTunes
13. "Vulnerable" (Nick Scapa, Tim James, John Fasse, Antonina Armato) - 3:11
Phiên bản Nhật Bản / Đức / Anh / Italia
13. "Set It Off (hợp tác với Windy Wagner) (Klas Åhlund; Lukasz "Doctor Luke" Gottwald; Max Martin) - 3:04
14. "Committed" (Antonina Armato, Tim Price) - 2:35
15. "Vulnerable" (Nick Scapa, Tim James, John Fasse, Antonina Armato) - 3:11

## Trên các bảng xếp hạng
| Bảng xếp hạng                 | Vị trí cao nhất |
| ----------------------------- | --------------- |
| Australian ARIA Albums Chart  | 115             |
| Austrian Albums Charts        | 35              |
| Canadian Albums Chart         | 37              |
| European Top 100 Albums Chart | 94              |
| German Albums Chart           | 67              |
| Irish Albums Chart            | 37              |
| Swiss Albums Chart            | 84              |
| UK Albums Chart               | 46              |
| U.S. Billboard 200            | 23              |

## Lịch sử phát hành
| Khu vực     | Ngày phát hành      | Hãng đĩa              |                   |
| ----------- | ------------------- | --------------------- | ----------------- |
| Philippines | 6 tháng 6 năm 2008  | Hollywood Records     |                   |
| Nhật Bản    | 24 tháng 6 năm 2008 | Hollywood Records     | Hollywood Records |
| Hoa Kỳ      | 1 tháng 7 năm 2008  |                       | Hollywood Records |
| Hồng Kông   | 18 tháng 7 năm 2008 | Hollywood Records/EMI |                   |
| Anh         | 16 tháng 2 năm 2009 | Hollywood Records/EMI |                   |
| Phần Lan    | 18 tháng 2 năm 2009 | Hollywood Records/EMI |                   |
| Thụy Điển   | 18 tháng 2 năm 2009 | Hollywood Records/EMI |                   |